# Aeroporto di Tbilisi
L'Aeroporto di Tbilisi-Shota Rustaveli (IATA: TBS, ICAO: UGTB) (in georgiano შოთა რუსთაველის სახელობის თბილისის საერთაშორისო აეროპორტი?) è il principale aeroporto internazionale in Georgia, situato vicino alla capitale Tbilisi.
Il precedente codice ICAO dell'aeroporto ai tempi dell'Unione Sovietica era UGGG, poi sostituito dall'attuale UGTB.
Nel febbraio 2007, è stato ultimato un progetto di ristrutturazione dell'infrastruttura. Il progetto è consistito nella costruzione di un nuovo terminal internazionale, un parcheggio, ammodernamento ed allargamento di aree di stazionamento, taxiway e piste, e all'acquisizione dell'attrezzatura di assistenza a terra.
È stata inoltre costruita una ferrovia che unisce l'aeroporto al centro della città. Il servizio di treni non è molto frequente (2 treni al giorno per la stazione centrale "central square", uno alle 9 e uno alle 18,10).
George W. Bush Avenue porta dall'aeroporto al centro cittadino di Tbilisi.